# Zsubrino
Zsubrino (macedónul: Жубрино, albánul Zhubrina) település Észak-Macedóniában, a Délnyugati körzet Kicsevói járásában, 2013-ig az Oszlomeji járás része volt, ami teljes egészében beolvadt a Kicsevói járásba.

## Népesség
| Lakosok száma | 248  | 294  | 328  | 392  | 416  |      | 405  | 547  | 203  |
|               | 1948 | 1953 | 1961 | 1971 | 1981 | 1991 | 1994 | 2002 | 2021 |

2002-ben 544 lakosa volt, akik mindannyian albánok.